# Велиев, Агалар Исрафил оглы
Агалар Исрафил оглы Велиев (азерб. Ağalar İsrəfil oğlu Vəliyev; род. 23 июля 1957 года, Евлах, Азербайджанская ССР) — государственный и политический деятель. Депутат Милли Меджлиса Азербайджанской Республики V, VI и VII созывов, член комитета по экономической политике, промышленности и предпринимательству Милли Меджлиса.

## Биография
Родился Агалар Велиев 23 июля 1957 году в Евлахе, ныне административный центр Евлахского района, республики Азербайджан.  С 1963 по 1973 годы получал среднее образование в школах № 2 и 8 города Евлах. В 1976 году завершил обучение в Мингячевирском политехническом техникуме, а в 1989 году успешно закончил обучение в Азербайджанском инженерно-строительном институте. Получил специальность инженер-строитель.
С мая 1976 года по май 1978 года находился на действительной военной службе в рядах Советской армии.
Трудовую деятельность начал в 1976 году рабочим на Евлахском заводе железобетонных изделий Министерства строительства и эксплуатации автомобильных дорог. На этом заводе он работал инженером лаборатории, начальником отдела, главным инженером, с 1986 года работал в должности директора завода железобетона Министерства строительства и эксплуатации автомобильных дорог, с 1991 года — генеральный директор мостостроительного комбината, с 1993 года — начальник Треста № 2 по дорожному строительству. С 1996 по 1998 годы являлся президентом государственной компании «Azəraqrartikinti».
Является председателем наблюдательного совета Открытого акционерного общества "Azəraqrartikinti".
Член Партии "Новый Азербайджан". В 2010 году ему было присвоено почетное звание "Заслуженный инженер“. В 2012 году представлен к награждению орденом ”Славы", а в 2017 году награждён орденом "За службу Отечеству" 2-й степени.
В ноябре 2010 года Велиев был избран депутатом Милли Меджлиса Азербайджанской Республики IV созыва от Гарадагского избирательного округа № 11, а в ноябре 2015 года — депутатом Милли Меджлиса Азербайджанской Республики V созыва от Геранбой-Агдам-Тертерского избирательного округа № 97.
На выборах в Национальное собрание Азербайджана VI созыва, которые прошли в 9 февраля 2020 года, баллотировался по Геранбой Агдам-Тертерскому избирательному округу № 97. По итогам выборов одержал победу и получил мандат депутата Милли Меджлиса Азербайджанской Республики. С 10 марта 2020 года приступил к депутатским обязанностям. Является членом комитета по экономической политике, промышленности и предпринимательству.
В 2024 году на парламентских выборах в Азербайджане, которые состоялись 1 сентября, одержал победу в Хачмазском избирательном округе №57. Официально стал депутатом Милли Меджлиса Азербайджана седьмого созыва, первое заседание которого состоялось 23 сентября 2024 года.
Женат, есть сын.

## Награды
- Заслуженный инженер Азербайджана (9 апреля 2010) — за заслуги в развитии строительного комплекса в Азербайджанской Республике[7].
- Орден «Слава» (10 апреля 2012) — за эффективную деятельность в сфере строительства в Азербайджанской Республике[8].
- Орден «За службу Отечеству» II степени (20 июля 2017) — за плодотворную деятельность в строительной сфере в Азербайджанской Республике[9].